# Brežane Lekeničke
Brežane Lekeničke – wieś w Chorwacji, w żupanii sisacko-moslawińskiej, w gminie Lekenik. W 2011 roku liczyła 302 mieszkańców.